# 155 mm haubica ultralekka M777
M777 (ang. M777 Ultralightweight Field Howitzer) lub LW155 – ultralekka haubica kalibru 155 mm konstrukcji brytyjskiej, skonstruowana dla sił zbrojnych USA.
VSEL opracowało haubicę M777 jako lekkie, bardzo mobilne działo kalibru 155 mm dla jednostek szybkiego reagowania Sił Zbrojnych USA. Lekkość konstrukcji uzyskano dzięki użyciu na szeroką skalę stopów tytanu w miejsce dotąd stosowanej stali. Na początku XXI wieku haubica M777 trafiła do USMC i US Army, gdzie ma zastąpić starsze, cięższe i mające mniejszą wartość bojową haubice M198. Ze względu na jej zalety haubicę M777 przyjęły na wyposażenie także Kanada i Australia.

## Historia

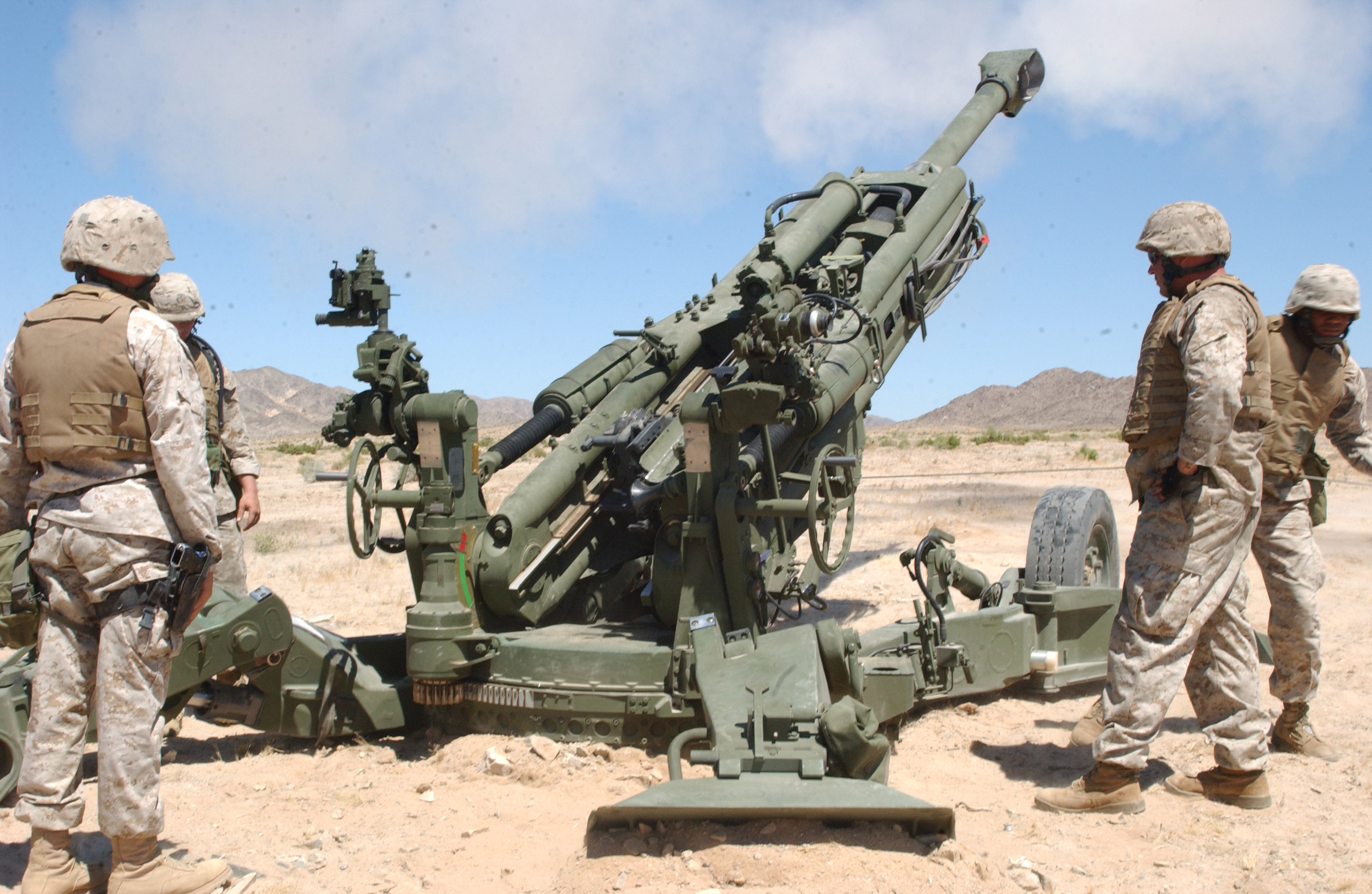
Haubica M777 na stanowisku ogniowym

Na początku lat 80. XX wieku amerykańscy eksperci wojskowi zasugerowali potrzebę posiadania lekkich sił szybkiego reagowania, które można by było w ciągu kilkudziesięciu godzin przerzucić drogą lotniczą w każdy rejon świata. Wobec tego z polecenia prezydenta Cartera w ramach US Readiness Command 1 marca 1980 roku utworzono Rapid Deployment Joint Task Force (RDJTF), którego dowódcą został generał Paul X. Kelley. RDJTF nie posiadał podległych sobie jednostek, lecz w razie potrzeby miał korzystać z wydzielonych jednostek US Army, USMC, US Navy oraz USAF. W roku 1983 na podstawie RDJTF utworzono odrębne dowództwo United States Central Command (USCENTCOM). Nowa doktryna wymusiła opracowanie nowego uzbrojenia, które spełniałoby jej wymagania.
Uzbrojenie i wyposażenie sił szybkiego reagowania miało spełniać następujące warunki:
- transport strategiczny samolotami C-130 lub większymi,
- transport i wyładunek taktyczny w obszarze walki za pomocą lekkich i średnich śmigłowców oraz pojazdów transportowych,
- zdolność do wyładunku na otwartych plażach z lekkich okrętów i poduszkowców desantowych.

Jedną z ważniejszych kwestii było zapewnienie oddziałom desantowym wsparcia artylerii. Stosowana do tej pory przez USMC 155 mm haubica M198 była zbyt ciężka, aby możliwe było desantowanie jej z morza oraz transport śmigłowcami lżejszymi od CH-47 i CH-53. Z kolei używane w US Army haubice lekkie 105 mm M119 spełniające wymagania transportowe, cechowały się zbyt małą donośnością i siłą rażenia amunicji.
Wobec tego w roku 1986 wspólnie USMC i US Army określiły wstępne wymagania operacyjne dla nowej haubicy holowanej kalibru 155 mm. Założono, że nowa haubica powinna posiadać m.in.:
- donośność i szybkostrzelność takie same lub wyższe niż haubica M198,
- masę poniżej 4000 kg,
- prostą konstrukcję,
- zdolność do prowadzenia ognia amunicją NATO-wską,
- możliwość holowania jej przez pojazdy o masie poniżej 3 ton.

Swoje koncepcje haubicy zaproponowało pięć firm lub konsorcjów, po czym centrum badań i rozwoju uzbrojenia Armii USA zamówiło dostarczenie do grudnia 1987 roku prototypów trzech firm w celu ich badań. W maju 1987 roku brytyjska firma Vickers Shipbuilding and Engineering (VSEL) zademonstrowała Amerykanom swoją koncepcję lekkiej haubicy polowej kal. 155 mm, która spełniała powyższe wymagania. Propozycja spotkała się z zainteresowaniem i we wrześniu 1987 firma VSEL dostarczyła do oceny projekt haubicy o nazwie Ultralightweight Field Howitzer (UFH).
W czerwcu 1990 roku haubica UFH otrzymała certyfikat bezpieczeństwa i wstępną ocenę operacyjną USMC. W sierpniu 1990 roku odbyły się udane próby transportu UFH oraz jej 7-osobowej załogi za pomocą śmigłowca UH-60L Black Hawk, a w styczniu 1991 roku US Army zatwierdziła program badań haubicy na poligonach amerykańskich.
W 1995 roku zaakceptowano wspólne wymagania operacyjne dla US Army i USMC. Po badaniach, w marcu 1997 roku podpisano umowę na dostarczenie haubic z konsorcjum VSEL oraz amerykańskiego Textron Marine and Land Systems. Pozostałymi konkurującymi firmami były Lockheed Martin i United Defese wraz z Royal Ordnance. Pierwszy prototyp oznaczony XM777 powstał we wrześniu 1998 roku. Podczas realizacji projektu wprowadzano kolejne modyfikacje i udoskonalenia.
W październiku 2002 roku USA podjęły decyzję o rozpoczęciu wstępnej produkcji małoseryjnej dział, w następstwie czego w listopadzie Departament Obrony USA zawarł kontrakt na pierwszą seryjną partię 94 haubic M777, w niepełnej kompletacji. Głównym producentem haubic M777 dla USA została firma BAE Systems, która w 1999 roku wchłonęła firmę VSEL. Pierwsze działa wykonywane były w Wielkiej Brytanii, potem zgodnie z wymaganiami amerykańskimi większą część produkcji na potrzeby amerykańskie przeniesiono do Hattiesburga w USA. Udział przemysłu amerykańskiego na początku określono jako 70%, następnie 80%. W marcu 2005 roku USA podjęły decyzję o produkcji seryjnej haubic i zamówieniu kolejnej partii 495 sztuk, po czym doszły dalsze zamówienia.
Pierwsze egzemplarze (M777) dostarczono dla USMC w lutym 2004 roku.

## Zastosowanie

### USA
Pierwsze haubice M777 trafiły do USMC w roku 2004, a w roku 2005 wyposażono w nie jednostki artylerii 11th Marine Regiment. Natomiast do US Army pierwsze haubice zostały dostarczone w roku 2006 i trafiły do 2nd Battalion, 11th Field Artillery stacjonującego na Hawajach.
Do sierpnia 2008 roku dostarczono dla USMC i US Army ogółem ponad 400 haubic M777.
Początkowo planowano zamówienie docelowej liczby 737 sztuk, ale w roku 2011 zwiększono zamówienie do ponad 1000 sztuk. Do 2015 roku amerykańskie siły zbrojne przejęły 1071 dział, w tym 518 w US Army i 481 w USMC.
Swoje haubice M777 Amerykanie bojowo wykorzystywali zarówno w Afganistanie (od grudnia 2007), jak i w Iraku (od 2008 roku).

### Kanada

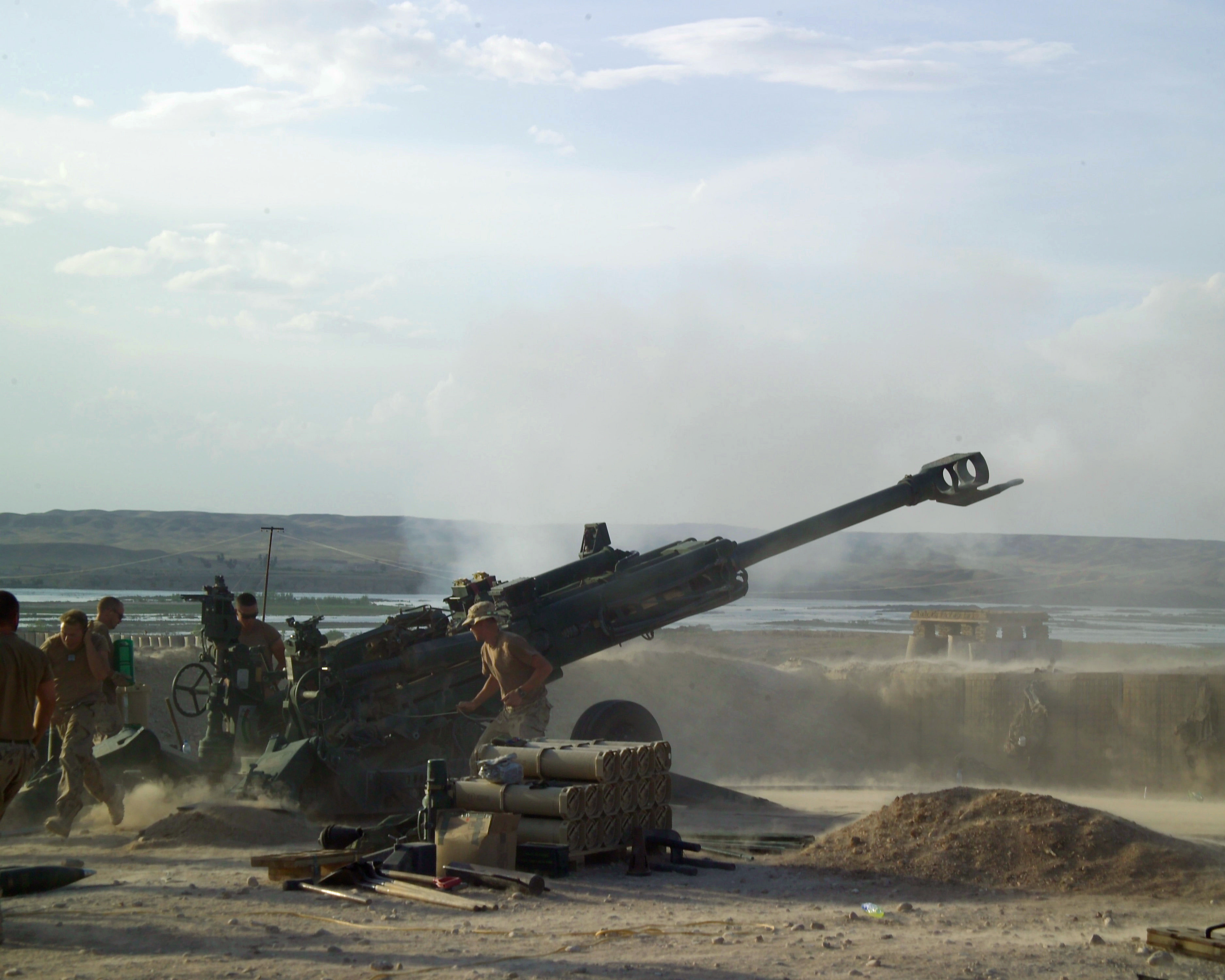
Kanadyjska haubica M777 w Afganistanie, rok 2007

Kanada w roku 2005 od USMC zakupiła 6 haubic M777, które trafiły do 1st Regiment Royal Canadian Horse Artillery. W lutym 2006 roku haubice skierowano do Afganistanu dla wzmocnienia znajdującego się tam kanadyjskiego kontyngentu. Podczas służby w Afganistanie haubica M777 zebrała bardzo dobre opinie, wobec czego w roku 2006 zamówiono dodatkowe 6 sztuk.
W czerwcu 2008 Kanada zamówiła kolejne 25 sztuk haubic M777 zwiększając liczbę haubic tego typu w dyspozycji Canadian Army do 37.
W roku 2008 specjalnie dla haubic M777 zamówiono także nowe pociski precyzyjne M982 Excalibur. Koszt jednego takiego pocisku wynosi ok. 150 tys. dolarów (dla porównania koszt zwykłego pocisku wynosi ok. 2 tys. dolarów).
W kwietniu 2022 Kanada dostarczyła Ukrainie pewną liczbę haubic M777 wraz z amunicją dla obrony przed inwazją rosyjską (zob. sekcja Ukraina poniżej).

### Australia
Pierwsze haubice M777A2 (35 sztuk) australijska armia zamówiła w roku 2009. Haubice trafiły do jednostek artylerii podporządkowanych 1 Dywizji, gdzie zastąpiły używane dotąd haubice L119 kal. 105 mm i M198 kal. 155 mm.
W roku 2012 australijskie ministerstwo obrony zamówiło 19 kolejnych haubic M777A2. Koszt ich zakupu wyniósł ok. 70 milionów dolarów. Zakupienie dodatkowych haubic pozwala na wyposażenie w nie sześciu baterii artylerii.
Haubice M777A2 znajdują się na wyposażeniu 1st i 4th Regiment, Royal Australian Artillery oraz School of Artillery w Puckapunyal.

### Ukraina
Po rosyjskiej inwazji na Ukrainę w 2022 roku USA zdecydowały dostarczyć Ukrainie 90 haubic M777 wraz z amunicją, których dostawy oraz szkolenie obsad prowadzono od kwietnia 2022 roku. Również Kanada ogłosiła 22 kwietnia przekazanie Ukrainie tych haubic. Nieoficjalnie mówiono o czterech sztukach. 28 kwietnia natomiast decyzję o przekazaniu Ukrainie sześciu haubic podjęła Australia. Ogółem ze wszystkich tych krajów dostarczone będą 152 haubice i 924 tysiące sztuk amunicji do nich.

## Konstrukcja

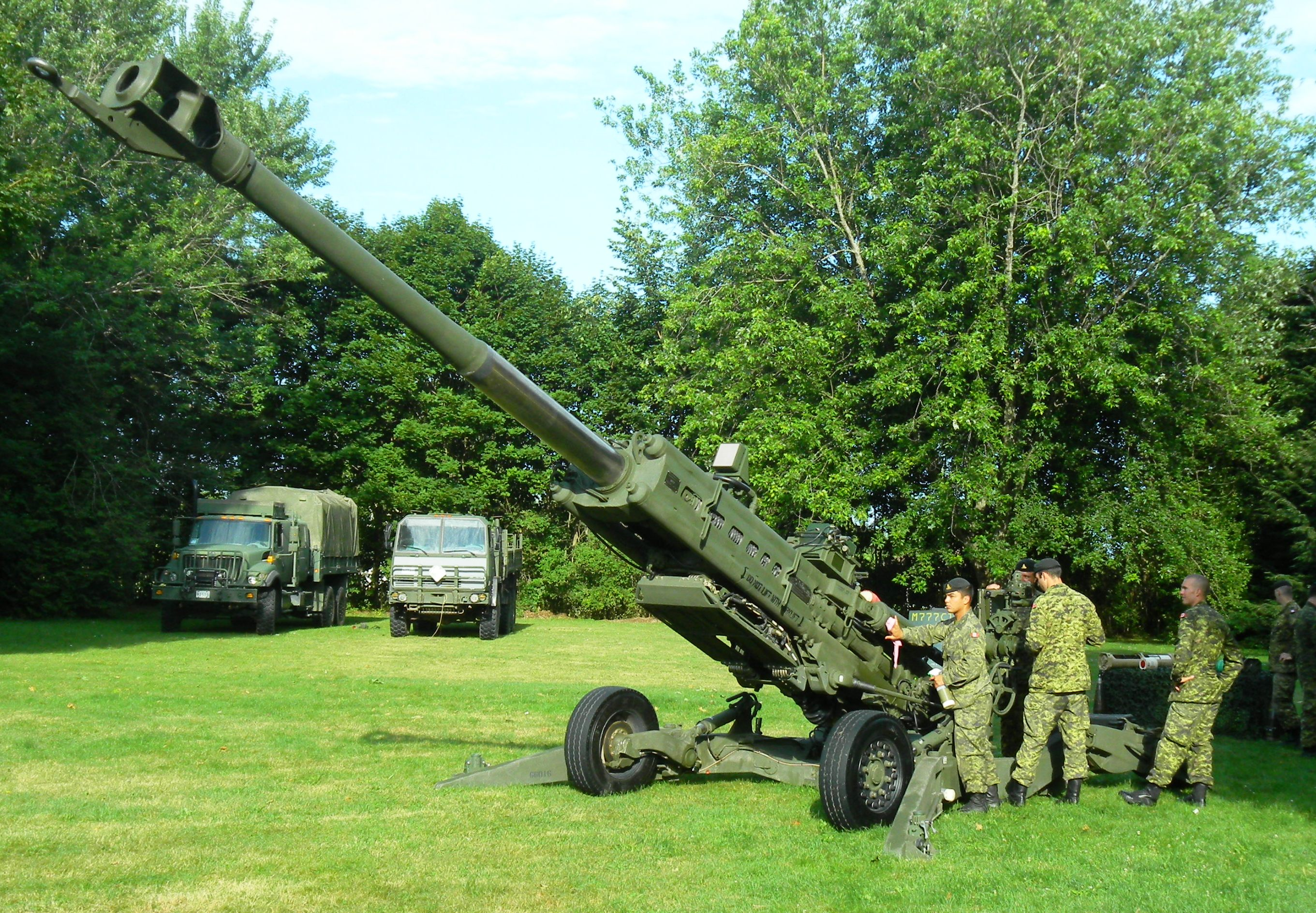
Haubica M777 od przodu

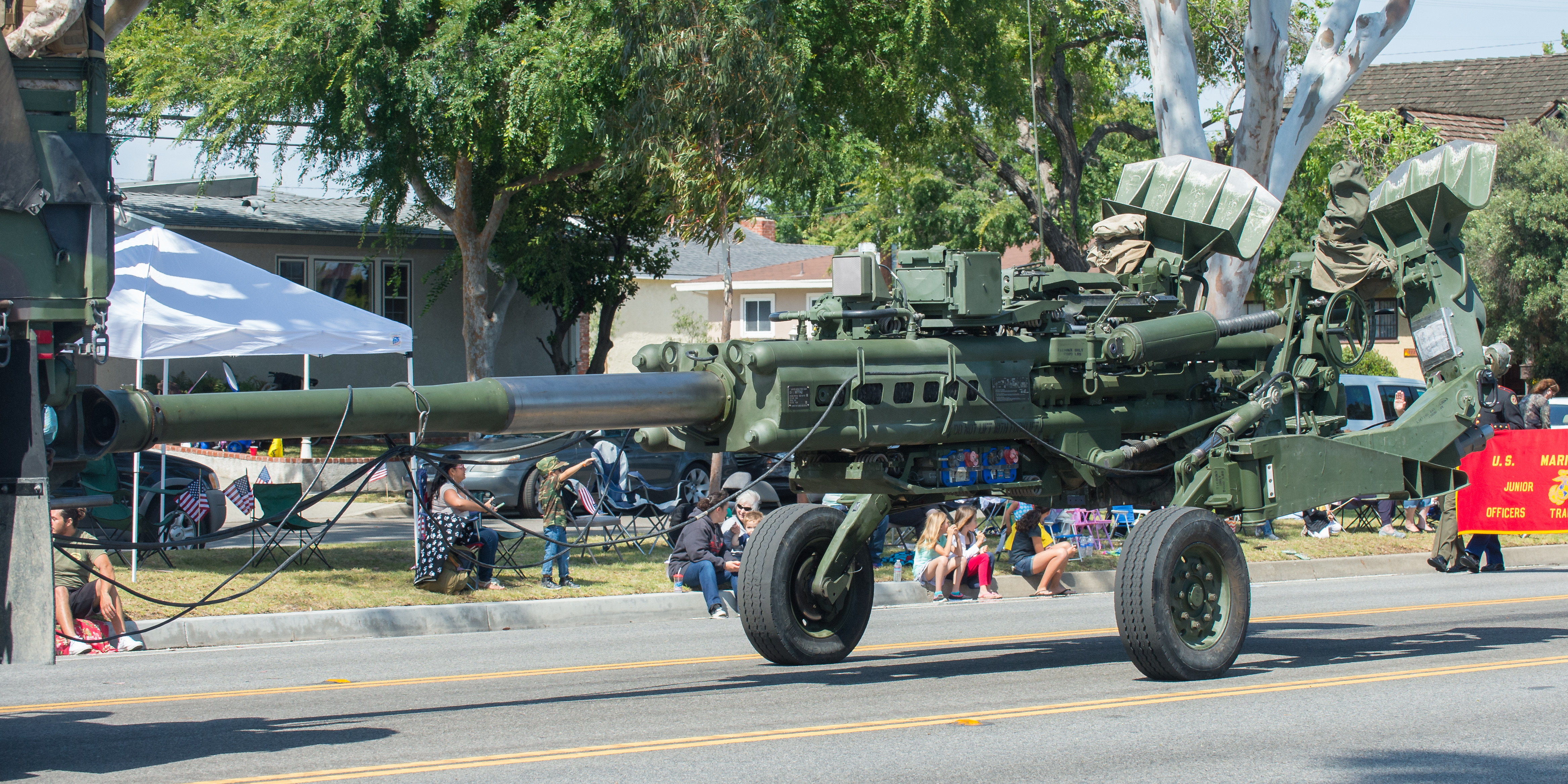
Haubica M777 holowana w położeniu marszowym

Haubica M777 składa się z dwóch zasadniczych elementów – łoża i zespołu wahliwego.
Łoże dzielone jest na część górną i dolną. Łoże dolne składa się z dwóch stabilizatorów i dwóch składanych ogonów z samookopującymi się lemieszami. Po bokach łoża zamocowany jest układ jezdny z dwoma kołami z felgami aluminiowymi współpracujący z zawieszeniem hydrauliczno-pneumatycznym i zwrotnicą. Przy każdym kole umieszczona jest ręczna pompa hydrauliczna służąca do podnoszenia i opuszczania koła na stanowisku ogniowym.
Łoże górne wyposażone jest w mechanizm śrubowy z dwoma ręcznymi pokrętłami służący do zmieniania położenia lufy w pionie, a także odrębny mechanizm pozwalający na obrót haubicy w poziomie. Ponadto na łożu górnym zamocowany jest celownik optyczno-mechaniczny.
Zespół wahliwy obejmuje kołyskę typu otwartego oraz lufę.
Haubica M777 posiada lufę typu M284 o długości 39 kalibrów. Lufa została wykonana w ten sposób, aby możliwe było używanie wszystkich rodzajów amunicji NATO o kal. 155 mm. Jej żywotność szacowana jest na 2650 strzałów, zaś żywotność zamka i oporopowrotnika szacowana jest na 5300 strzałów.
W konstrukcji zastosowano zamek M289 typu śrubowego otwierany i zamykany hydraulicznie z mechanizmem uderzeniowym M49. Zapłonniki mogą być ładowane automatycznie z magazynka o pojemności 10 sztuk.
Komorę nabojową przystosowano do prowadzenia ognia z wykorzystaniem modułowych ładunków miotających MACS.
Haubicę w dużym stopniu wykonano ze stopu na bazie tytanu (Ti-6Al-4V), uzyskując dużą wytrzymałość przy dużo mniejszej masie niż w przypadku podobnej konstrukcji ze stali.

## Warianty i modyfikacje

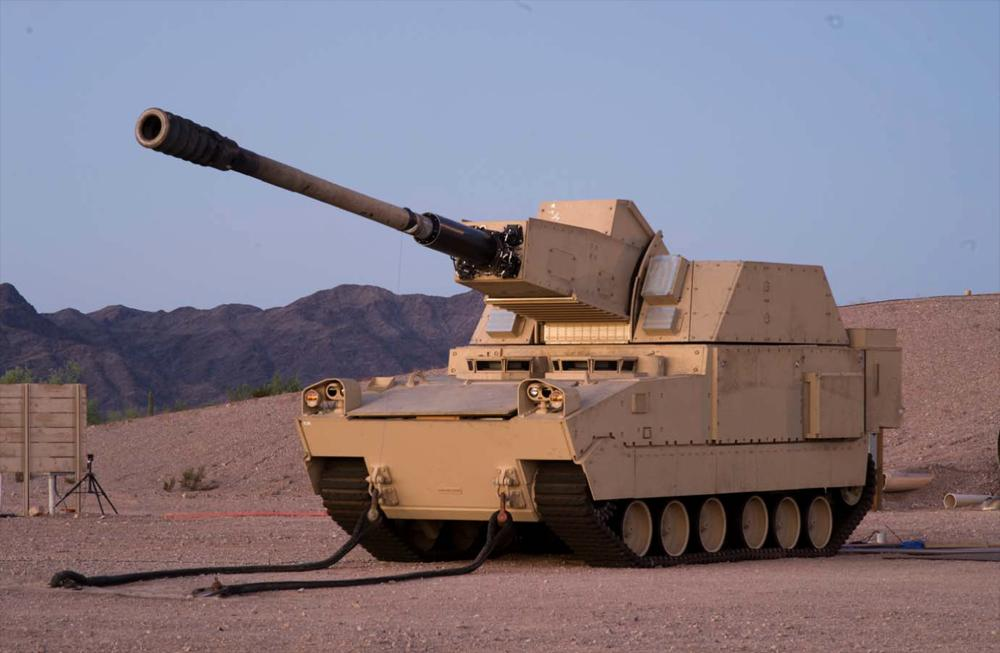
Prototyp XM 1203 NLOS-C

### Warianty
- XM777 – oznaczenie prototypu zbudowanego w 1998 roku[3]
- M777 – wersja podstawowa wdrożona do produkcji w roku 2002[3]
- M777A1 – haubica z cyfrowym systemem kierowania ogniem[10]
- M777A2 – haubica M777A1 z zaktualizowanym oprogramowaniem, które przystosowuje system kierowania ogniem do wystrzeliwania naprowadzanego pocisku M982 Excalibur[10]

### Modyfikacje
- M777 Portee – prototypowy system transportu haubicy M777, oparty na umieszczeniu haubicy na podwoziu ośmiokołowym. Dzięki takiemu rozwiązaniu zwiększono mobilność działa, jednakże przed strzałem wymagane było częściowe wyładowanie haubicy z pojazdu. M777 Portee został opracowany przez BAE Systems dla British Army w roku 2005. Z powodów finansowych projekt przerwano w roku 2007[25].
- XM1203 NLOS-C – projekt lekkiego samobieżnego zestawu artyleryjskiego wykorzystującego system uzbrojenia haubicy M777[3]. Jako część programu Future Combat Systems projekt został anulowany w 2009 roku[26].

## Możliwości transportowe

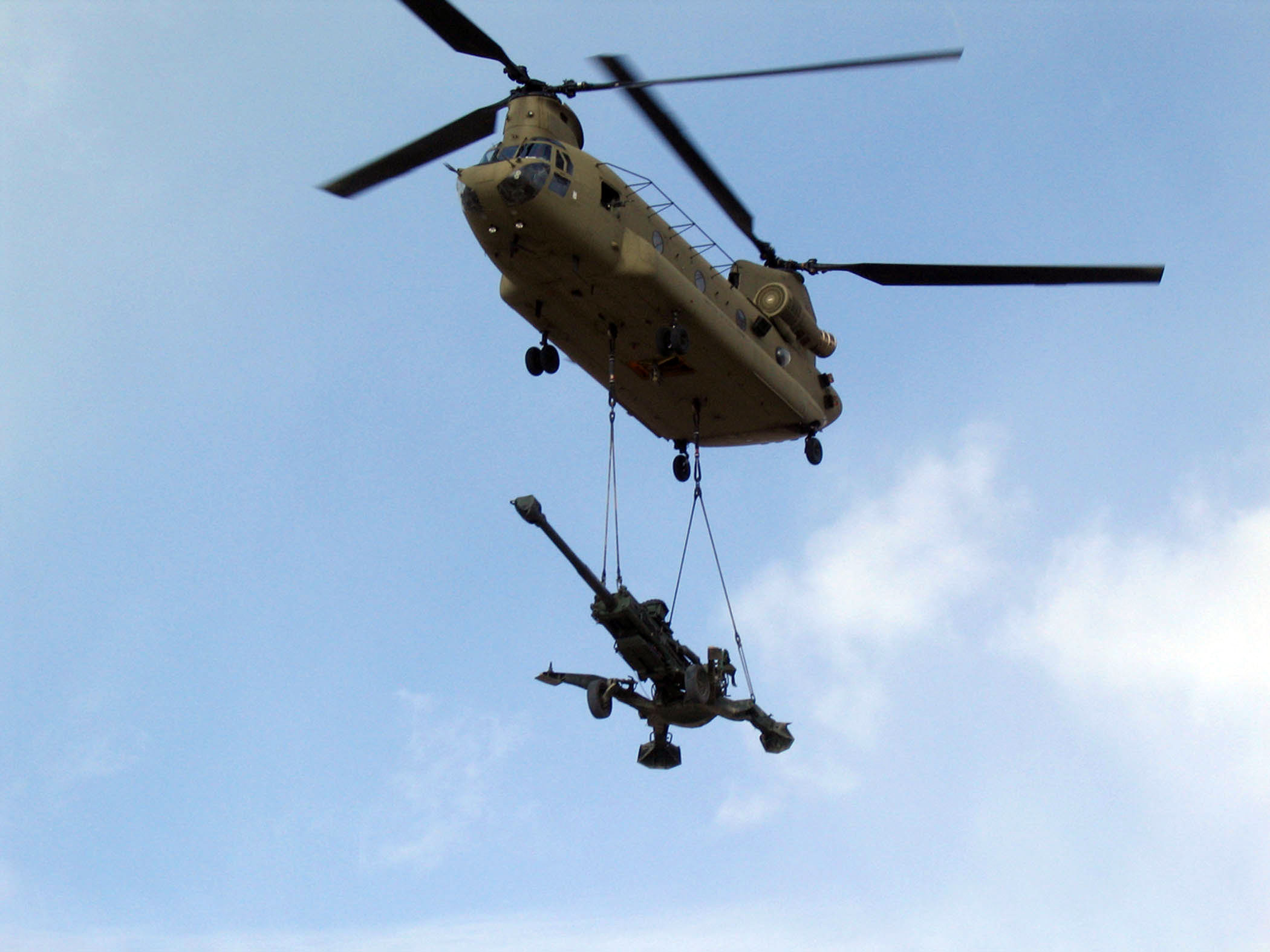
Transport haubicy śmigłowcem CH-47

Haubica M777 może być holowana przez wszystkie pojazdy o napędzie 4×4 o masie powyżej 2,5 t, wyposażone w pneumatyczny układ hamulcowy. Na krótkie odległości działo może być holowane także przez pojazdy klasy Humvee czy Land Rover Defender.
Do transportowania taktycznego haubicy drogą powietrzną można użyć śmigłowców ciężkich: CH-47 i CH-53, średnich: UH-60L, AS 532, AW101, UH-60A, AS 530, Westland Sea King i Bell 214ST. Ponadto istnieje możliwość zastosowania śmigłowców lżejszych po rozłożeniu haubicy na dwie części.
Transport strategiczny możliwy jest z użyciem samolotów: C-130, C-141, C-5 i V-22.
Transport morski haubicy możliwy jest przez wszystkie rodzaje okrętów i poduszkowców desantowych.

## Użytkownicy
- Stany Zjednoczone: USMC i US Army[3]
- Kanada – 37 sztuk[27][13]
- Australia – 35 sztuk M777A2[28][29][18]
- Indie – 145 sztuk[30]
- Ukraina – 118 sztuk[31].